# Uphusen (Achim)
Uphusen est un quartier de la commune d'Achim, dans le Land de Basse-Saxe.

## Géographie
À l'est d'Uphusen se trouve la réserve naturelle des herbes sèches de sable d'Achim de 56 hectares.

## Histoire
Uphusen est incorporé à la ville d'Achim le 1er juillet 1972.
Une bague en or avec une perle bleue estimée entre le IVe et le VIIe siècle fut trouvée près d'Uphusen lors de fouilles dans le cadre de la construction du pipeline NEL.

## Source, notes et références
- (de) Cet article est partiellement ou en totalité issu de l’article de Wikipédia en allemand intitulé « Uphusen (Achim) » (voir la liste des auteurs).

1. ↑  (de) Statistisches Bundesamt, Historisches Gemeindeverzeichnis für die Bundesrepublik Deutschland. Namens-, Grenz- und Schlüsselnummernänderungen bei Gemeinden, Kreisen und Regierungsbezirken vom 27.5.1970 bis 31.12.1982, 1983 (ISBN 3-17-003263-1)